# Axel (pattinaggio)

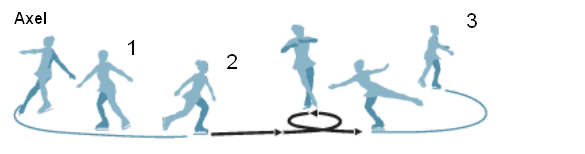
Schema di esecuzione di un axel singolo.

L'axel è l'unico salto nel pattinaggio artistico in cui si parte sul filo esterno avanti. Può essere eseguito sia su ghiaccio che nel pattinaggio artistico a rotelle.
Questo salto prende il nome dal suo creatore, il norvegese Axel Paulsen, che lo eseguì per la prima volta nel 1882, facendone il salto più antico nel pattinaggio artistico nonché il più difficile: infatti è l'unico in cui l'atleta salta pattinando in avanti e non all'indietro (caratteristica che lo rende molto facile da identificare); per questo motivo bisogna aggiungere un'ulteriore mezza rotazione al salto, rendendo un triplo axel "più un salto quadruplo che un triplo", secondo l'esperta di pattinaggio Hannah Robinson.

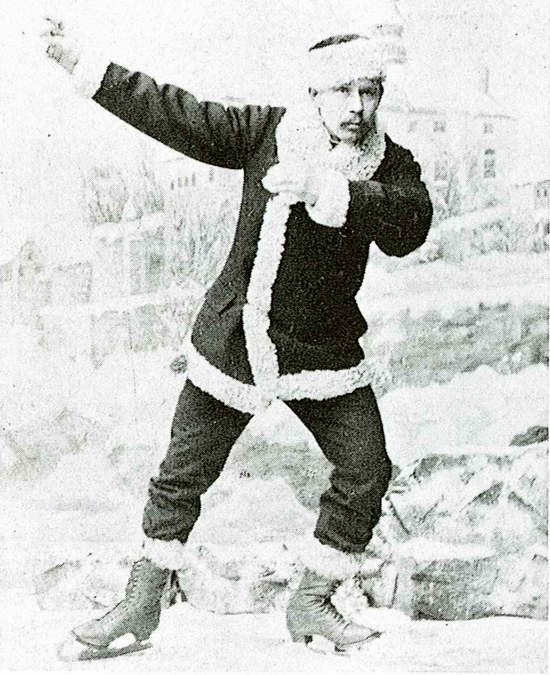
Il norvegese Axel Paulsen.

Eseguire un axel è un requisito obbligatorio sia per il programma corto che per il programma libero nelle categorie junior e senior in tutte le competizioni dell'ISU. Nel programma corto il salto deve essere doppio o triplo ed eseguito da solo, nel libero può avere il numero di rotazioni preferito dal pattinatore e può essere eseguito come primo salto di una combinazione, o come secondo o terzo salto di una sequenza.

## Esecuzione

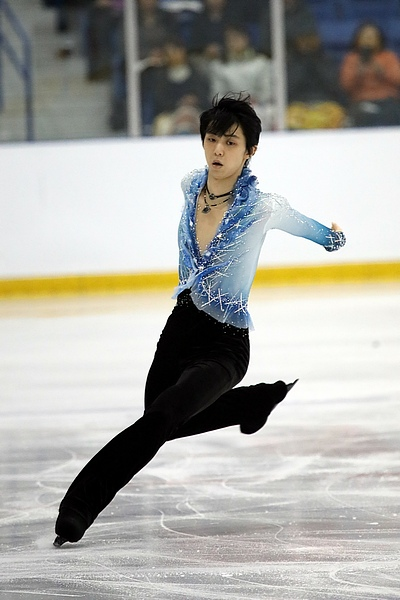
Il giapponese Yuzuru Hanyū esegue lo stacco di un triplo axel.

La spinta per eseguire il salto viene impressa dalla distensione della gamba portante, la sinistra per i pattinatori destrorsi, aiutata dallo slancio della gamba libera, mentre la rotazione viene impressa dal filo di partenza (esterno) e dal richiamo veloce a sé del braccio e della gamba destra. In aria viene eseguita una rotazione e mezza e si atterra sul filo destro esterno indietro dell'altra gamba. Durante la fase di volo, le braccia e le gambe devono essere tenute il più vicino possibile all'asse di rotazione del corpo, mentre il peso del corpo viene spostato dalla gamba di stacco a quella di atterraggio. L'avvicinamento delle masse (braccia e gambe) all'asse di rotazione comporta una diminuzione del momento di inerzia e pertanto un aumento della velocità angolare in quanto le due entità sono inversamente proporzionali tra di loro. Avendo lo stacco in avanti, l'axel comprende mezzo giro in più rispetto a tutti gli altri salti che nominalmente hanno lo stesso numero di rotazioni.

## Storia
L'inventore del salto, Axel Paulsen, lo eseguì per la prima volta nel 1882 alla prima competizione internazionale di pattinaggio artistico, a Vienna. La prima donna a includere un axel, all'interno di uno spettacolo, fu la pattinatrice tedesca Charlotte Oelschlägel all'inizio del '900. Hines riporta che concludeva il salto con il famoso "finale dissolvente", la spirale Charlotte, un elemento da lei inventato.
Negli anni '20, mentre i migliori pattinatori erano in grado di eseguire doppi tutti gli altri salti, l'axel era l'unico salto a essere rimasto singolo. Proprio in quegli anni Sonja Henie fu la prima donna a eseguire un axel in competizione.
Negli anni '30 il pattinatore austriaco Felix Kaspar, conosciuto per la sua atleticità, eseguì un axel che raggiunse l'altezza di quattro piedi e 20 piedi di distanza tra partenza e punto di atterraggio. James Hines, storico del pattinaggio di figura, afferma che "non c'era dubbio nelle menti di coloro che l'hanno visto che probabilmente sarebbe stato capace di eseguire salti tripli o anche quadrupli, se solo avesse conosciuto la tecnica che si sarebbe sviluppata in seguito."
Dick Button è stato il primo pattinatore a eseguire un doppio axel alle Olimpiadi Invernali del 1948. Carol Heiss è stata invece la prima donna, nel 1953.
Il primo tentativo di eseguire un triplo axel in una competizione, è stato compiuto dallo statunitense Gordon McKellen Jr. al Campionato del mondo del 1974, ma il suo tentativo si è concluso con una caduta. Il salto è stato completato con successo in competizione per la prima volta da Vern Taylor, al Campionato del mondo del 1978. A popolarizzalo sono stati Brian Orser, Brian Boitano e Jozef Sabovčík. Orser è stato il primo pattinatore a eseguire un triplo axel ai Giochi olimpici, nel 1984, il primo a eseguire due tripli axel, uno dei quali in combinazione, in un unico programma, e complessivamente tre in una competizione.
La giapponese Midori Itō, dopo aver completato il triplo axel in una competizione regionale nel 1988, è diventata la prima donna capace di completare un triplo axel in una competizione internazionale all'NHK Trophy del 1988, la prima capace di completarlo in un Campionato del mondo, nel 1989, e la prima capace di completarlo ai Giochi olimpici, nel 1992.

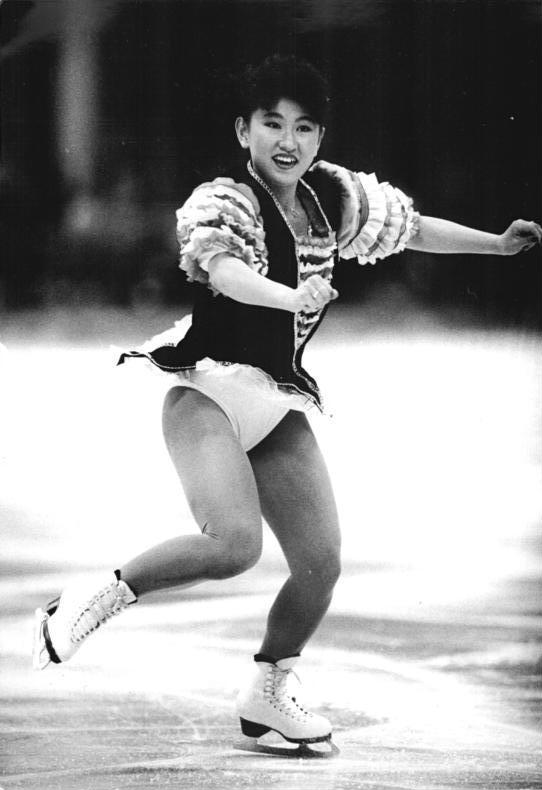
La giapponese Midori Itō nel 1989.

 Alla Finale di junior Grand Prix del 2017 un'altra giapponese, Rika Kihira, è diventata la prima pattinatrice capace di completare una combinazione triplo axel-triplo toe loop.
Nel pattinaggio a coppie il primo triplo axel lanciato è stato eseguito con successo dalla coppia Rena Inoue / John Baldwin, al Campionato nazionale degli Stati Uniti nel 2006. Nel 2006 Inoue / Baldwin sono diventati anche la prima coppia capace di eseguire un triplo axel lanciato ai Giochi olimpici.
Nel 2018 il giapponese Yuzuru Hanyū è diventato il primo pattinatore capace di eseguire una sequenza quadruplo toe loop-triplo axel.

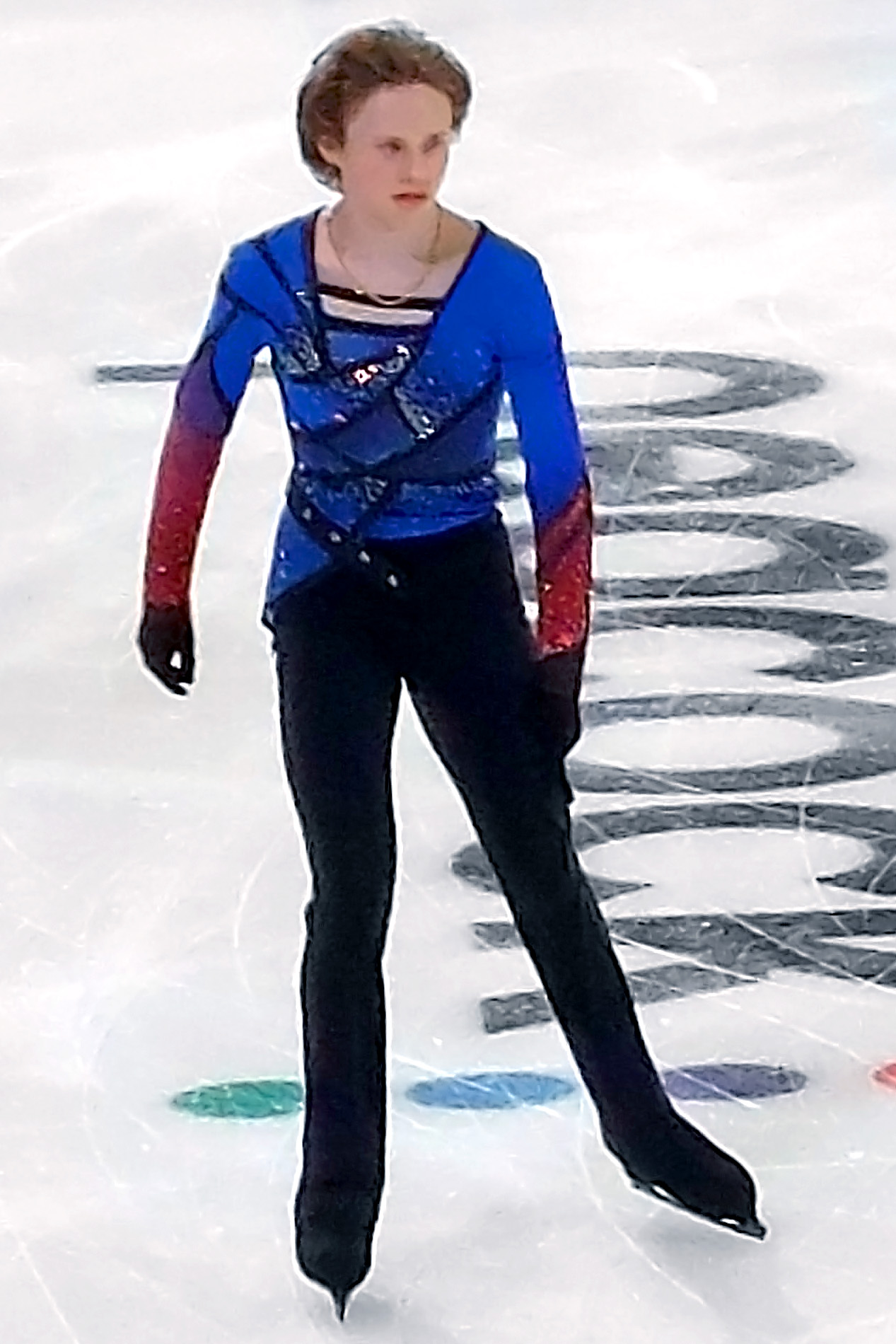
Lo statunitense Ilia Malinin nel 2022.

Il primo pattinatore a provare il quadruplo axel in una competizione internazionale è stato il russo Artur Dmitriev Jr., figlio del due volte campione olimpico nelle coppie Artur Dmitriev, alla Rostelecom Cup del 2018. Il suo salto, che si è concluso con una caduta, è stato degradato a triplo perché troppo scarso di rotazione. Il primo tentativo di quadruplo axel non degradato a triplo, e il primo tentativo ai Giochi olimpici, è stato compiuto nel 2022 da Yuzuru Hanyū. Il suo salto, sottoruotato, si è concluso con una caduta. Il primo pattinatore capace di completare un quadruplo axel con successo è stato lo statunitense Ilia Malinin, allo U.S. Classic International del 2022.

### Il triplo axel al femminile
Il triplo axel è divenuto un salto standard per gli uomini, ma è ancora raro in campo femminile: fino al 2020 soltanto tredici donne lo avevano eseguito con successo.
|    | Pattinatrice             | Anno | Prima competizione                                                                  |
| -- | ------------------------ | ---- | ----------------------------------------------------------------------------------- |
| 1  | Midori Itō               | 1988 | NHK Trophy (ma precedentemente completato nei Campionati della prefettura di Aichi) |
| 2  | Tonya Harding            | 1991 | Campionati statunitensi di pattinaggio di figura                                    |
| 3  | Yukari Nakano            | 2002 | Skate America                                                                       |
| 4  | Ludmila Nelidina         | 2002 | Skate America                                                                       |
| 5  | Mao Asada                | 2005 | Finale Grand Prix ISU juniores di pattinaggio di figura                             |
| 6  | Kimmie Meissner          | 2005 | Campionati statunitensi di pattinaggio di figura                                    |
| 7  | Elizaveta Tuktamysheva   | 2015 | Campionati mondiali di pattinaggio di figura                                        |
| 8  | Rika Kihira              | 2016 | Grand Prix ISU juniores in Slovenia                                                 |
| 9  | Mirai Nagasu             | 2017 | CS U.S. Classic International                                                       |
| 10 | Alysa Liu                | 2018 | Asian Figure Skating Trophy                                                         |
| 11 | Alëna Kostornaja         | 2019 | Finlandia Trophy                                                                    |
| 12 | Young You                | 2019 | Skate America                                                                       |
| 13 | Anastasiia Shabatova     | 2020 | Budapest Trophy                                                                     |
| 14 | Sofia Akateva            | 2021 | Grand Prix ISU juniores in Russia                                                   |
| 15 | Varvara Kisel            | 2021 | Grand Prix ISU juniores in Austria                                                  |
| 15 | Sofia Samodelkina        | 2021 | Denis Ten Memorial                                                                  |
| 16 | Kamila Valieva           | 2021 | Skate Canada                                                                        |
| 17 | Wakaba Higuchi           | 2021 | Skate Canada                                                                        |
| 18 | Mana Kawabe              | 2021 | NHK Trophy                                                                          |
| 19 | Hana Yoshida             | 2022 | Bavarian Open                                                                       |
| 20 | Amy Nakai                | 2022 | Coup du Printeps                                                                    |
| 21 | Mao Shimada              | 2022 | Grand Prix ISU juniores nella Repubblica Ceca                                       |
| 22 | Rinka Watanabe           | 2022 | Lombardia Trophy                                                                    |
| 23 | Inga Gurgenidze          | 2022 | Dragon Trophy                                                                       |
| 24 | Yujae Kim                | 2023 | Campionati mondiali juniores                                                        |
| 25 | Yuseong Kim              | 2023 | Grand Prix ISU juniores in Tailandia                                                |
| 26 | Amber Glenn              | 2023 | Skate America                                                                       |
| 27 | Sophie Joline Von Felten | 2024 | Grand Prix ISU juniores Lubjana                                                     |